# 青地晨
青地 晨（あおち しん、1909年4月24日 - 1984年9月15日）は、日本のジャーナリスト、社会評論家。
本名は青木滋。最初の妻は寺田寅彦の三女雪子。娘に彫刻家の青木野枝がいる。

## 人物
富山県生まれ、佐賀県育ち。父青木助次郎（歩兵第22連隊隊長ほか）は、葉隠武士道で知られる佐賀藩の足軽の出身で、江藤新平による佐賀の乱、後に陸軍軍人として義和団の乱・日清戦争・日露戦争にも参戦した。その父の厳しい教育を受け、その生い立ちと、横浜事件で逮捕投獄された経験をもとに、戦後は権力への反逆者・反骨者と冤罪事件に関する著作や言論活動を行った。
文化学院卒業。1938年、中央公論社に入社。1944年、横浜事件に連座し逮捕される。戦後は『世界評論』編集長を務め、社会評論活動に入る。
1957年、大宅壮一が創設した「ノンフィクションクラブ」に参加し、初代幹事となる。
1974年、小林光俊が新宿区四谷に日本ジャーナリスト専門学校を創設。青地は初代校長に就任した。同年、日韓連帯連絡評議会（正式名称は「日本の対韓政策をただし韓国の民主化運動に連帯する連絡会議」）の代表に就任。
同年4月、朴正熙の独裁政権に反対するデモを起こした大学生らのうち180人が拘束される「民青学連事件」が発生。7月16日までに、金芝河ら14人に死刑、15人に無期懲役、日本人の太刀川正樹と早川嘉春を含む26人に懲役15年から20年の刑が科せられた。7月21日に金の死刑は無期懲役に減刑されるも、成田知巳社会党委員長、宮本顕治共産党委員長、竹入義勝公明党委員長、小田実、青地らは8月8日に会談を開き、全政治犯の釈放を求め、集会とデモをやることで合意した。9月19日，明治公園で国民大集会が開催され、約3万人のデモ隊の先頭を3頭首と小田、青地が歩いた。
1975年3月13日、金芝河が反共法違反で再逮捕された。同年5月17日から19日にかけて、青地、大江健三郎、小田実、井出孫六、日高六郎、真継伸彦、高史明、鄭敬謨らは金の即時釈放を訴え、数寄屋橋公園で48時間ハンガー・ストライキを行った。
『冤罪の恐怖』と『魔の時間 六つの冤罪事件』で取り上げた合計11の事件は執筆時点ではいずれも冤罪を訴えて再審請求を起こしたり裁判中だったりしたが、再審請求中に被疑者が死亡した4件（竜門事件、帝銀事件、丸正事件、名張毒ぶどう酒事件）以外全て（免田事件、徳島事件、仁保事件、島田事件、松山事件、梅田事件、弘前大学教授夫人殺人事件）で被告の無罪が確定している。

## 著書
- ライバル物語 河出新書, 1955
- 現代の英雄 人物ライバル物語 平凡社, 1957
- 現代史の曲り角 弘文堂, 1959
- 叛逆者 日本を支えた反骨精神 弘文堂, 1966、改題「反骨の系譜」現代教養文庫, 1981
- 天理教 弘文堂新社, 1968
- 冤罪の恐怖 毎日新聞社, 1969、現代教養文庫, 1984
- 野次馬列伝 反骨の十字架を背負った男たち 毎日新聞社, 1971
- 激動するアジアと朝鮮 日韓民衆の連帯を求めて 共著 世界政治経済研究所, 1976
- 魔の時間 六つの冤罪事件 筑摩書房, 1976、現代教養文庫, 1980
- 日韓連帯の思想と行動 和田春樹共編 現代評論社, 1977
- 同じことをみずみずしい感動で言い続けたい 社会思想社, 1987